# Charles-François Daubigny
Charles-François Daubigny (Paris, 15 de fevereiro de 1817 - idem, 19 de fevereiro de 1878) é um dos alunos da Escola de Barbizon e considerado um importante precursor do impressionismo.

## Vida
Daubigny nasceu em uma família de pintores e foi introduzido à arte por seu pai, Edmond François Daubgny, e também por um tio, o miniaturista Pierre Daubigny.

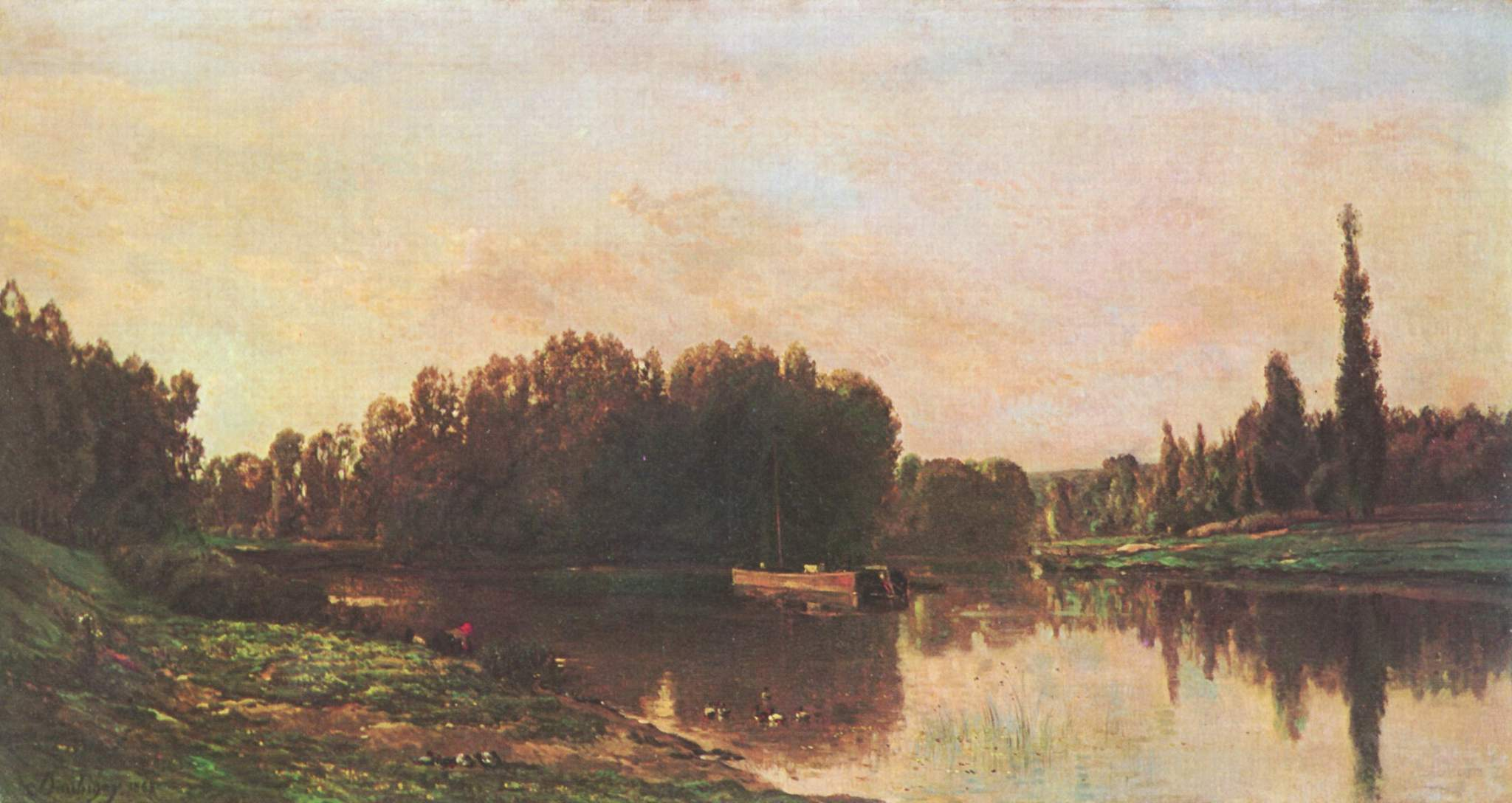
A confluência do Sena com o rio Oise (1896)

Foi fortemente influenciado pelo movimento realista realizado entre 1830 e 1870 na vila de Barbizon (perto da Floresta de Fontainebleau, na França) - a "escola de Barbizon" - tornando a natureza o assunto principal de suas obras.
Seus melhores quadros foram pintados entre 1864 e 1874, e consistiam em sua maioria de cenários cuidadosamente definidos com árvores, rios e alguns patos. Na França corria a lenda que a quantidade de patos colocados pelo pintor no quadro indicava a qualidade que ele atribuía a obra: um pato, trabalho regular, dois bom, três muito bom. Porém a história parece não ter fundamento, seria apenas uma brincadeira de seus amigos. Isto porque os melhores e mais  apreciados quadros do artista, considerados obras primas, que hoje fazem parte de Museu do Louvre não têm patos. Encontra-se sepultado no Cemitério do Père-Lachaise (divisão 24), Paris na França.

## Galeria

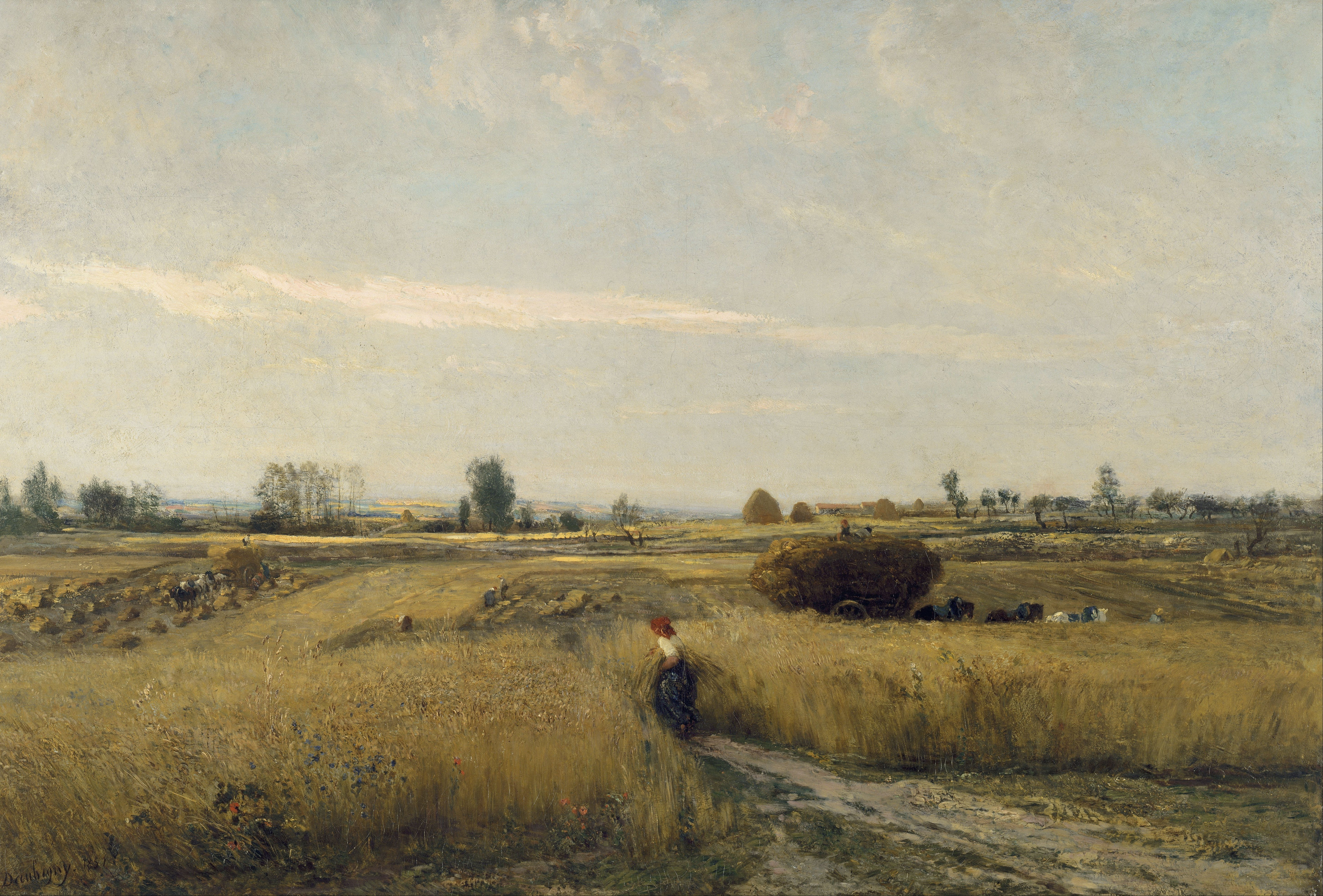
Colheita, 1851
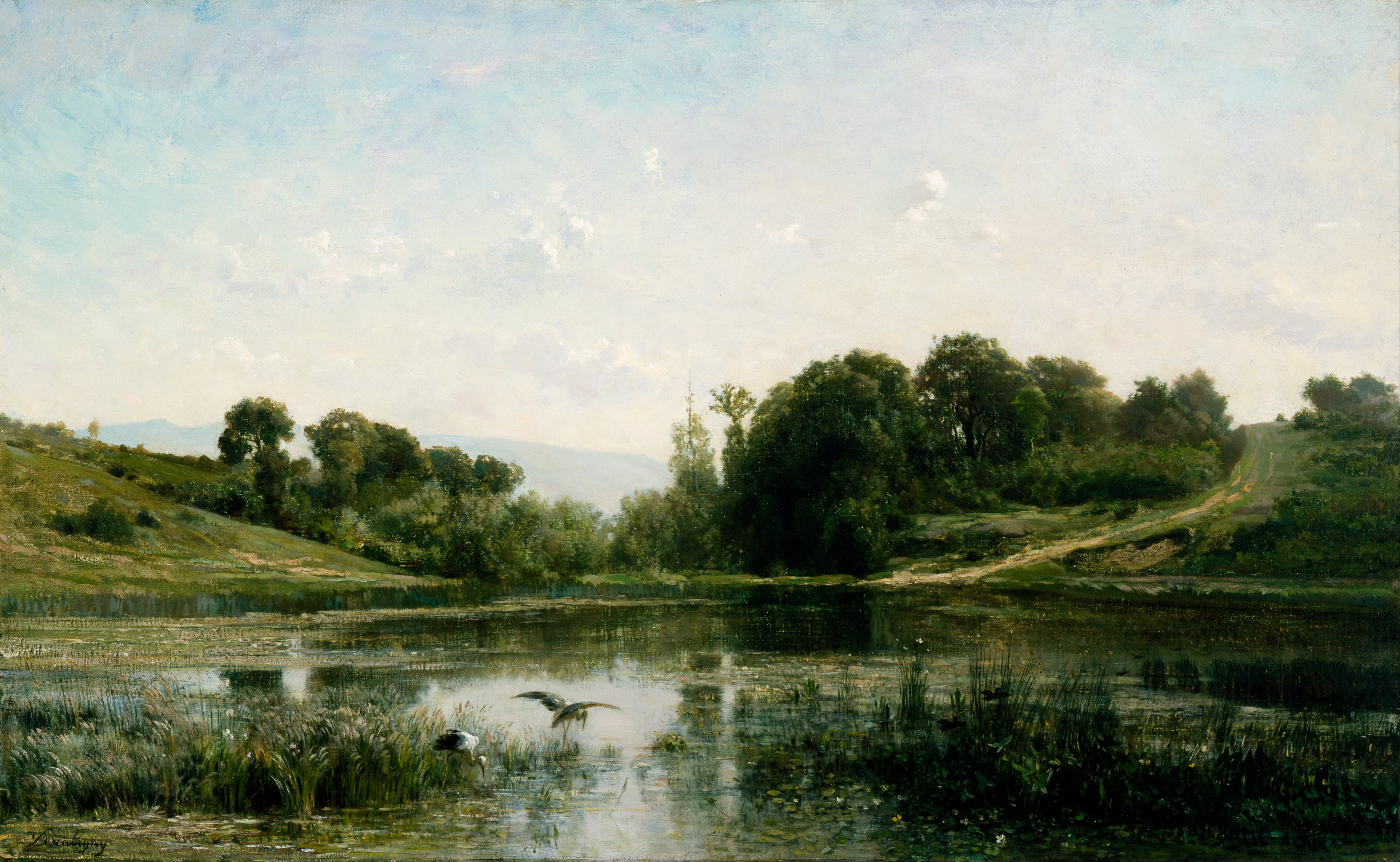
Os Lagos de Gylieu, 1853. Museu de Arte de Cincinnati
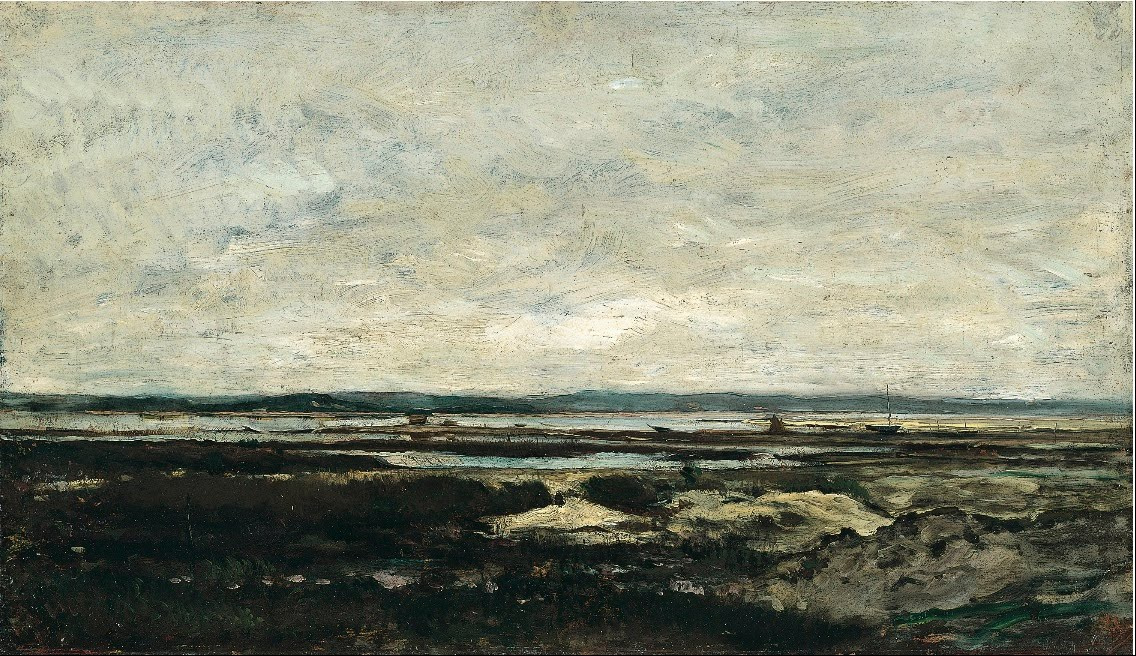
Les Sables-d'Olonne, cidade litorânea no oeste da França
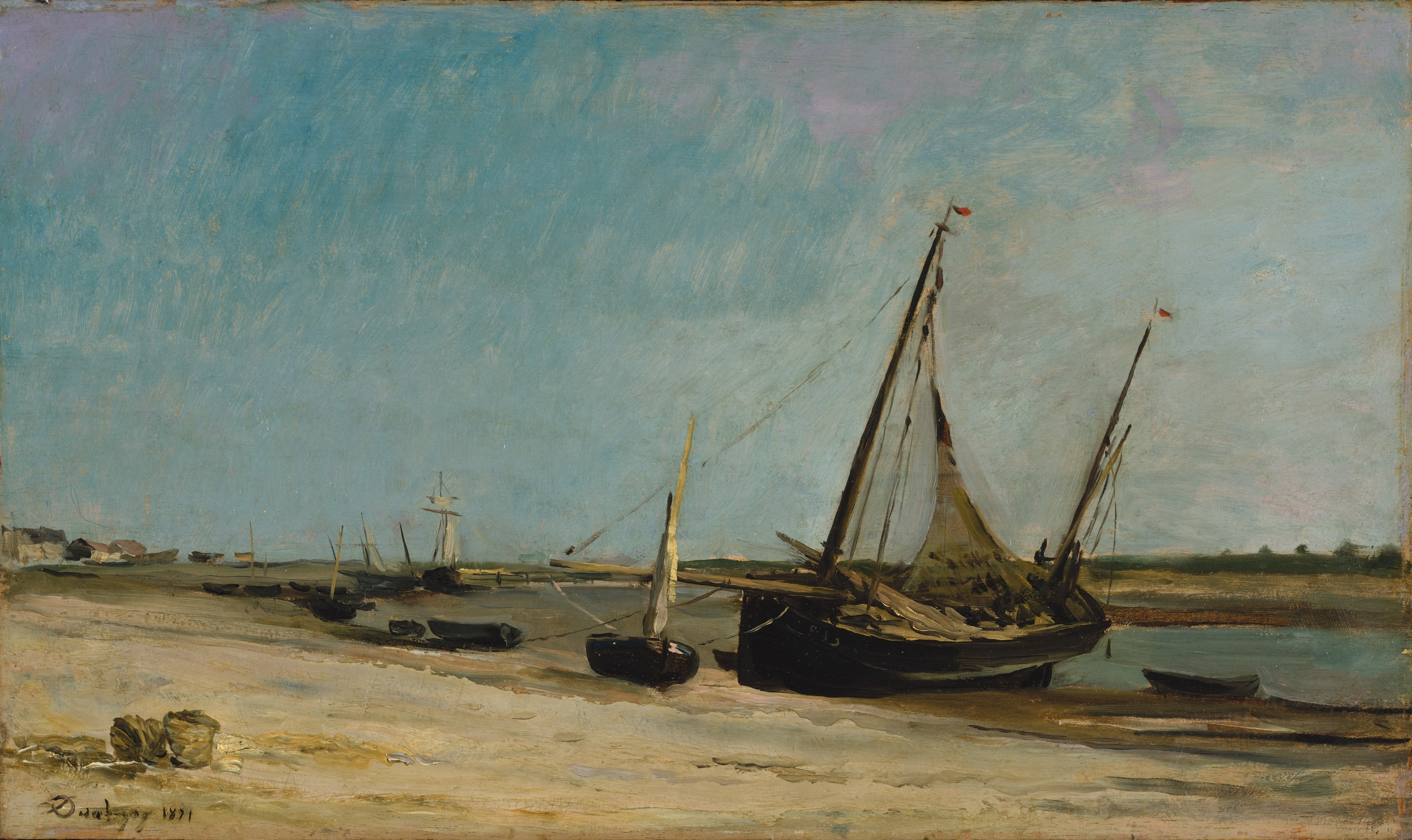
Barcos no Litoral em Étaples, 1871
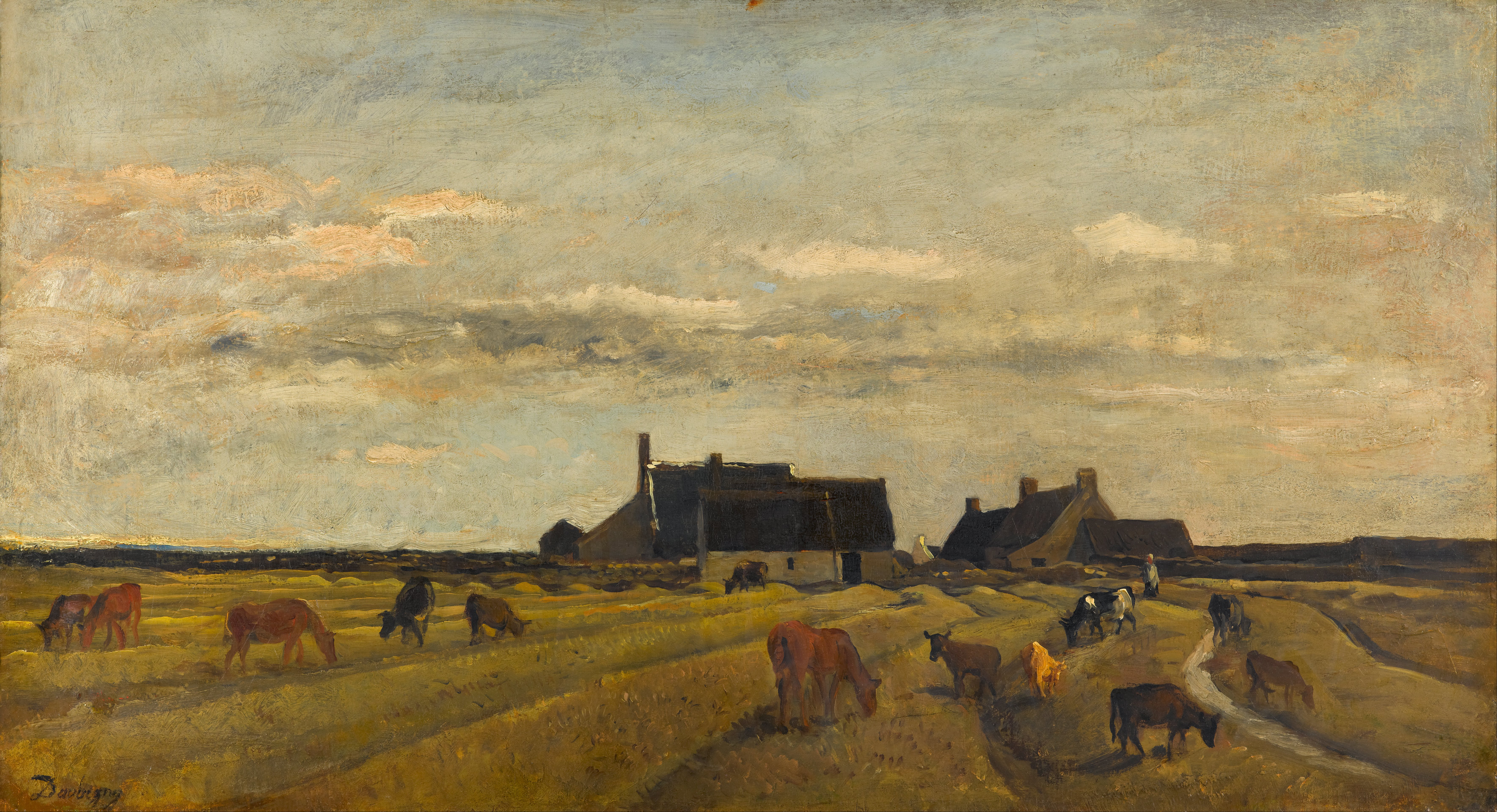
Quinta em Kerity, Bretanha